# Bryn Fôn
Bryn Fôn (* 27. srpna 1954) je velšský zpěvák a herec. Narodil se ve vesnici Llanllyfni na severu Walesu. Po odchodu z univerzity se stal členem skupiny Crysbas a od roku 1988 působil v kapele Sobin a'r Smaeliaid. Své první sólové album vydal v roce 1994. V roce 1997 vyhrál televizní hudební soutěž Cân i Gymru. Jako člen Cymdeithas yr Iaith Gymraeg se věnuje aktivismu spojenému s velšským jazykem. Protestoval například proti omezení vysílání velšskojazyčné televize S4C.